# 圣让迪泰内
圣让迪泰内（法語：Saint-Jean-du-Thenney，法語發音：[sɛ̃ ʒɑ̃ dy tɛnɛ]）是法国厄尔省的一个市镇，属于贝尔奈区。

## 地理
圣让迪泰内（49°0'52"N, 0°27'54"E）面积8.31 平方千米，位于法国诺曼底大区厄尔省，该省份为法国北部内陆省份，北起滨海塞纳省，西接奧恩省和卡爾瓦多斯省，南至厄尔-卢瓦省，东临瓦兹省、瓦兹河谷省和伊夫林省。
与圣让迪泰内接壤的市镇（或旧市镇、城区）包括：拉韦皮耶尔-弗里亚代勒。

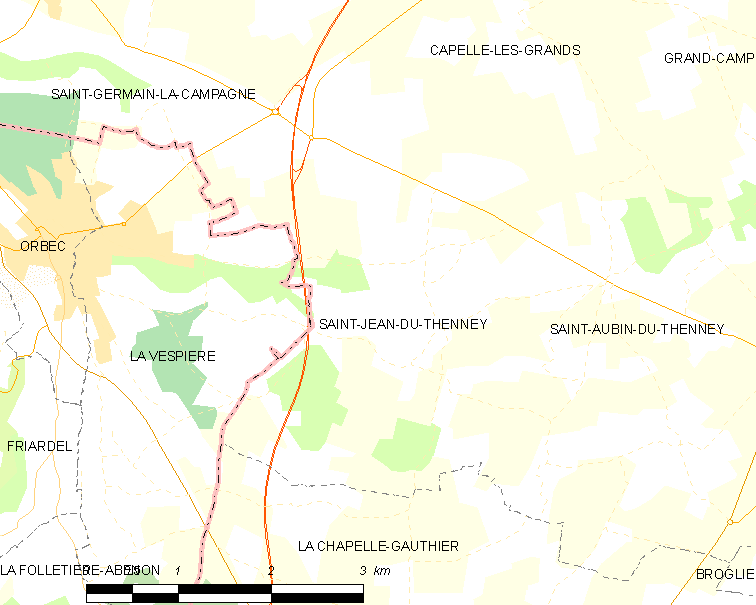
圣让迪泰内的OSM定位图

圣让迪泰内的时区为UTC+01:00、UTC+02:00（夏令时）。

## 行政
圣让迪泰内的邮政编码为27270，INSEE市镇编码为27552。

## 政治
圣让迪泰内所属的省级选区为布勒特伊县。

## 人口

1962-2008年间圣让迪泰内人口变化图示

圣让迪泰内于2022年1月1日时的人口数量为214人。